# 伊洛潘戈

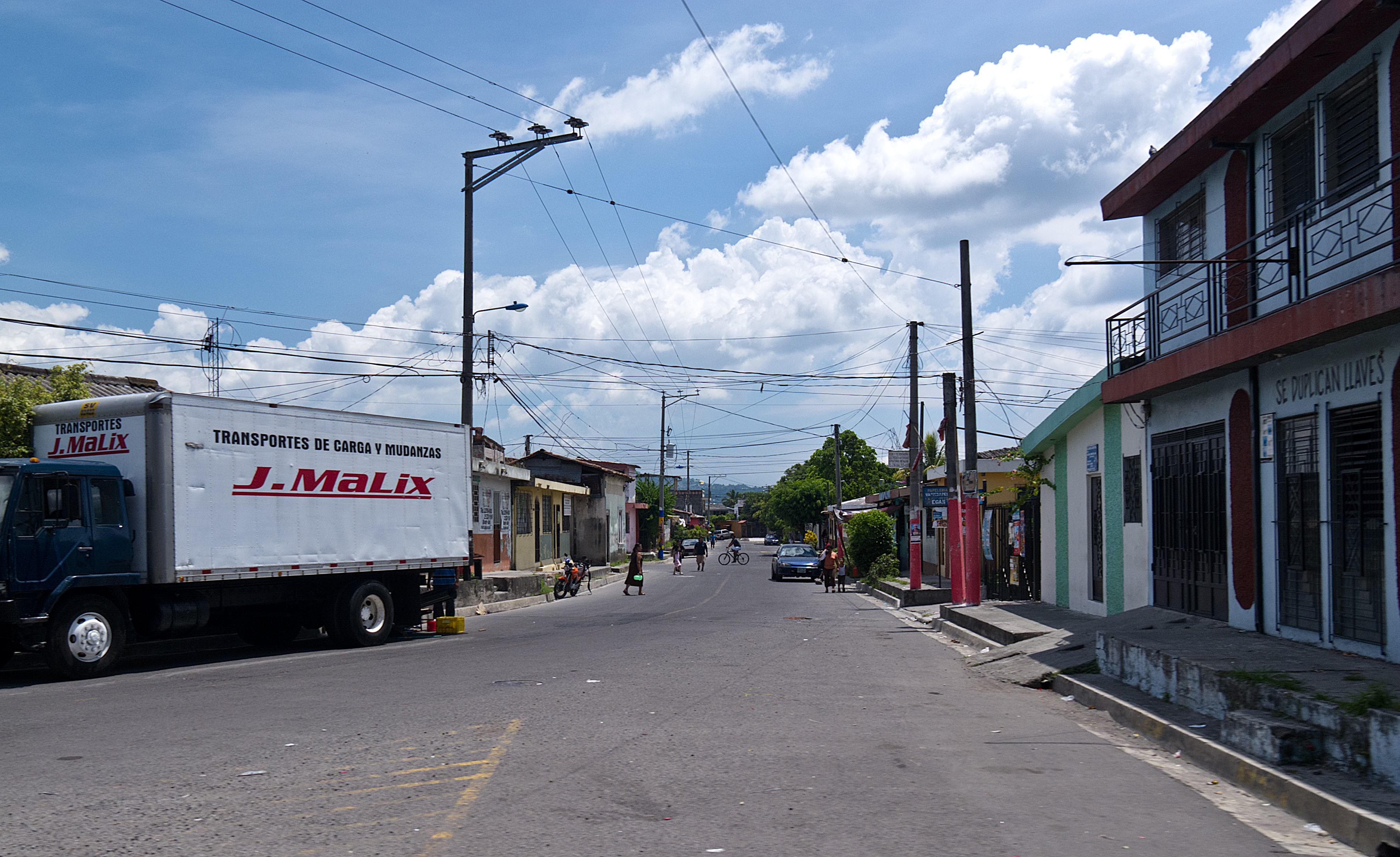

伊洛潘戈（西班牙語：Ilopango），是薩爾瓦多的城鎮，位於該國中西部，由聖薩爾瓦多省負責管轄，面積34.63平方公里，海拔高度604米，2007年人口103,862，人口密度每平方公里2,999.19人。
13°42′N 89°07′W / 13.700°N 89.117°W